# The Spanish Cape Mystery
The Spanish Cape Mystery (Brasil: O Mistério da Capa Espanhola ) é um filme norte-americano de 1935, do gênero mistério, dirigido por Lewis D. Collins e estrelado por Helen Twelvetrees e Donald Cook.

## A produção
Este filme  marca a primeira aparição no cinema do detetive Ellery Queen. Na década de 1930, o personagem reapareceu somente mais uma vez, em The Mandarin Mystery, realizado também pela Republic Pictures no ano seguinte, porém com elenco diferente.

## Sinopse
De férias no sul da Califórnia, Ellery Queen e seu amigo, o Juiz Macklin, deparam-se com um assassinato. Com a ajuda do pai, Inspetor Queen, e do xerife Moley, ele finalmente descobre o culpado.

## Elenco
| Ator/Atriz        | Personagem     |
| ----------------- | -------------- |
| Helen Twelvetrees | Stella Godfrey |
| Donald Cook       | Ellery Queen   |
| Berton Churchill  | Juiz Macklin   |
| Frank Sheridan    | Walter Godfrey |
| Harry Stubbs      | Xerife Moley   |
| Guy Usher         | Inspetor Queen |
| Huntley Gordon    | David Kummer   |
| Jack La Rue       | Gardner        |